# دونگا توپونیتسا (پروکوپیه)
دونگا توپونیتسا (به صربی: Donja Toponica) یک منطقهٔ مسکونی در صربستان است که در پروکوپلیه واقع شده‌است. دونگا توپونیتسا ۳۵۲ نفر جمعیت دارد.